# Éditions Hazan
Pour les articles homonymes, voir Hazan.
Fernand Hazan Éditeur ou Éditions Hazan est une maison d'édition française spécialisée dans le livre d'art, fondée en 1946 par Fernand Hazan et aujourd'hui département de Hachette Livre.
Le frère de Fernand, Émile, est un libraire français du Caire émigré à Paris.

## Historique
Fernand Hazan est le frère d'Émile Hazan, un libraire français installé au Caire. En 1927, la famille émigre à Paris. Émile y fonde une maison d'édition à son nom. Fernand y crée en janvier 1930 les Éditions de Cluny, avec comme associé Jacques de Michel-Duroc de Brion (1904-1988) ; cette maison publie, en 1943, un fac-similé partiel en couleurs de l'Apocalypse de Saint-Sever.
En juin 1941, sous la pression de l'occupant allemand, Raymond Durand-Auzias est nommé administrateur des Éditions Hazan. Fernand cède ses parts des Éditions de Cluny à Jacques de Michel-Duroc de Brion. Bien que cette vente soit déclarée nulle par le tribunal de commerce de la Seine en mars 1945, il vend sa maison d'édition à son associé en juillet suivant. Mais dès septembre 1945, il crée une société anonyme nommée Fernand Hazan éditeur. En octobre 1944, le comité d'épuration l'a nommé administrateur temporaire des éditions Baudinière.
À la fin des années 1950, Fernand Hazan crée la « Collection ABC », qui comprend des monographies d'artistes au format de poche signées par des spécialistes. Sous la direction de Blanche son épouse, elle connaît un succès de près de 25 ans.
En 1992, peu après la mort de Fernand survenue en août, son fils Éric Hazan cède pour raisons économiques les Éditions Hazan au groupe Hachette. Le 31 juillet 1997, la marque est déposée au nom de la société Hachette Livre. 
Le 28 avril 2017, la société Fernand Hazan éditeur devient un département de Hachette Livre.

### Catalogue
Le catalogue Hazan se distingue par un contenu exigeant dont témoignent des études et monographies de référence dues à d'éminents historiens de l'art tels Émile Aurèle Van Moé, Erwin Panofsky, Aloïs Riegl, Roberto Longhi et, plus récemment, Jacques Le Goff, Daniel Arasse, Roland Recht ou Jean Clair, entre autres. Il inclut aussi des dictionnaires thématiques fondamentaux et des catalogues d’exposition.